# Беломорская биологическая станция Зоологического института РАН
Беломорская биологическая станция «Мыс Картеш» Зоологического института РАН — научная лаборатория Зоологического института РАН. По состоянию на 2019 год является единственным научным учреждением Российской Академии наук на Белом море.
Биостанция как самостоятельная научная организация была образована в 1949 году на основе структурной единицы, входившей в состав Карело-Финской научно-исследовательской базы АН СССР. С 1968 года является лабораторией Зоологического института РАН.

## Географическое положение
Беломорская биологическая станция «Мыс Картеш» находится на территории Лоухского района Республики Карелия. Биостанция расположена на Карельском берегу Кандалакшского залива Белого моря в небольшой бухте под названием Кривозерская губа. Бухта находится в устьевой части губы Чупа. Ближайшие населенные пункты — посёлки Чупа, Нижняя Пулонга и Чкаловский, находящиеся к западу от биостанции на побережье губы Чупа. Биостанция расположена рядом с мысом Картеш — отвесной скалой, высотой около 30 м. Слово «Картеш» входит в название биостанции, а также является именем одного из научных судов, до 1999 года принадлежавших Зоологическому институту РАН.

## История
В 1941—1945 годах по инициативе Наркомпищепрома Карело-Финской ССР при содействии и материальной поддержке Комиссии по расширению пищевых ресурсов АН СССР на Белом море были начаты работы по выявлению нерыбных объектов промысла и определению их запасов. В 1946 году, когда была организована Карело-Финская научно-исследовательская база АН СССР, сектор зоологии которой по распоряжению Президиума Академии начал проводить широкомасштабные гидробиологические работы и изучение биологии рыб. Этими работами руководила З. Г. Паленичко, принятая на работу в К-ФНИБ АН СССР в качестве старшего научного сотрудника и руководителя лаборатории гидробиологии.
Выполнение этих исследований было сильно затруднено отсутствием оборудованного стационара на море и собственного судна, а также ограниченным штатом, состоявшим всего из четырёх человек. 26 июля 1948 года З. Г. Паленичко обратилась в дирекцию К-ФНИБ АН СССР с просьбой о расширении штата и предоставлении подходящего для исследований судна. В августе того же года З. Г. Паленичко предложила развернутый план создания крупной и хорошо оборудованной Биостанции с несколькими лабораториями и штатом исследователей.
В 1949 году при поддержке Правительства Карело-Финской ССР и по указу Президиума Академии наук Беломорская биологическая станция была создана, хотя не все пункты предложенного плана были выполнены. Директором была назначена З. Г. Паленичко. Эти обязанности она с перерывом в 1957—1962 гг. исполняла до конца 1964 г. Административно станция являлась самостоятельной организацией в составе К-Ф филиала АН СССР. В 1953 году вошла в состав Института биологии, а с 1963 года после стала структурой Института языка, культуры и литературы АН СССР. С 1964 года административно подчиняется Зоологическому институту АН СССР.
В мае 1951 года Министерство рыбного хозяйства выделило Биостанции моторный бот «Испытатель», а ещё через год МРТ «Профессор Месяцев». Со времени получения этих судов Биостанция приступила к планомерному и подробному изучению фауны и флоры Онежского залива, результатом которого явилось издание в 1959 г. «Атласа научных основ рыбопромысловой карты Онежского залива Белого моря».
Отсутствие полевого стационара сдерживало интенсификацию исследований, что понимало и руководство Карело-Финского филиала АН СССР. В мае 1957 г. оно обратилось к директору Зоологического института АН СССР Е. Н. Павловскому с просьбой прикомандировать с.н.с. ЗИН В. В. Кузнецова к Филиалу на один год «для руководства организацией и деятельностью станции». Была создана академическая комиссия под председательством член-корр. АН СССР А. Н. Световидова, которая, обойдя на судне «Профессор Месяцев» практически все побережье Белого моря, остановила свой выбор на Кривозерской губе возле мыса Картеш. Решение об основании полевого стационара было принято 17 июля 1957 года на заседании Бюро Отделения биологических наук АН СССР, однако ещё накануне на Картеш отправились суда Биостанции, имея на борту все имевшееся оборудование и часть сотрудников. Первые исследования на новом месте были проведены уже 20 июля.
С момента создания полевого стационара, направления исследований Биостанции несколько изменились и во многом расширились. Новым направлением явилось изучение жизненных циклов беломорских беспозвоночных. Гидробиологические исследования стали проводиться на совершенно новой основе. Если раньше основное внимание уделялось пространственному распределению пелагических и донных организмов, то теперь акцент был перенесен на сезонные и многолетние изменения состава и структуры морских экосистем. Это была важная инновация, во многом опередившая подобные исследования во всей мировой гидробиологической практике. В рамках этого подхода с июля 1957 г. на фиксированных точках каждые 10 дней круглогодично стали проводить гидрологические исследования, к которым с 1963 г. был добавлен систематический сбор проб планктона.
В 1965 году Биостанцию возглавил В. В. Хлебович, уделявший много внимания развитию материально-технической базы. Была проложена зимняя дорога, проведен телефон, построена линия электропередач, возведен двухэтажный лабораторный корпус, построено несколько новых жилых зданий, приобретено судно — РС «Картеш».
В 1968 году станция вышла из-под юрисдикции Карельского филиала АН СССР и вошла в состав Зоологического института АН СССР на правах лаборатории. С этого момента она возглавляется не директором, а заведующим.
В 1978 году после перехода В. В. Хлебовича в Лабораторию морских исследований ЗИН АН СССР исполняющим обязанности заведующего Биостанцией была назначена В. Г. Кулачкова. В этот период на ББС начались исследования, направленные на разработку биотехнологии культивирования мидий в Белом море.
В 1982—2008 годах заведующим ББС был В. Я. Бергер. На этот период пришлись коренные изменения в стране, включая распад СССР, перестройку, экономический упадок, снижение статуса и финансирования академической науки. Это привело к оттоку научных кадров, сокращениям штата Зоологического института, и, в том числе, ББС. Биостанция лишилась судов «Онега», «Ладога» и «Картеш». Тем не менее, ББС сохранила свой научный потенциал, активно участвовала в международных проектах. В 1993 г. биостанции, благодаря содействию И. Д. Папанина, удалось получить НИС «Профессор Владимир Кузнецов», а в 2000 г. приобрести небольшое судно «Беломор». Было построено несколько жилых и хозяйственных зданий.
С 2023 года по настоящее время ББС руководит В. В. Халаман. Биостанция вошла в состав Европейского сообщества морских научных институтов и станций (MARS). Обновляется научное оборудование, вводятся новые элементы инфраструктуры. В настоящее время штат Биостанции насчитывает 39 человек, из которых 17 научных сотрудников, 10 технический персонал, 12 — экипажи научно-исследовательских судов.
Директора и заведующие Биостанцией
- 1949—1957 — З. Г. Паленичко
- 1957—1958 — В. В. Кузнецов
- 1958—1962 — М. Н. Русанова
- 1962—1964 — З. Г. Паленичко
- 1964—1978 — В. В. Хлебович
- 1978—1982 — В. Г. Кулачкова (и. о.)
- 1982—2008 — В. Я. Бергер
- 2008—2023 — А. А. Сухотин
- 2023—наст. время — В. В. Халаман

Ежегодно Биостанцию посещают более 150 студентов и специалистов. ББС десятки лет служит полевой базой для лабораторий Зоологического института РАН, различных институтов, университетов и других научных организаций, имеет обширные научные связи с зарубежными институтами и лабораториями. На Биостанции проводятся полевые практики студентов ряда ВУЗов.